# Udriku
Udriku (jusqu’en 1920 : Uddrich, en allemand) est un village estonien du Virumaa occidental (ancien Wierland) au nord-est du pays. Il fait partie de la commune de Kadrina. Sa population était de 165 habitants en l'an 2000.

## Histoire
Le village a été mentionné pour la première fois par écrit, sous le nom de Vrtic dans le Liber Census Daniæ en 1241, alors que la région était sous domination danoise. Le domaine seigneurial a été formé au XVIIe siècle (Gutshaus Uddrich) et a appartenu à la famille von Rehbinder, jusqu'à son expulsion en 1919 par le gouvernement estonien.

## Architecture
- Château d’Uddrich, aujourd’hui maison de santé